# Bermecke (Heve)
Die Bermecke ist ein 4,7 km langer Bach in Nordrhein-Westfalen, Deutschland. Sie ist der linke Hauptquellfluss der Bache und damit des Lottmannshardbach.

## Geographie
Der Bach entspringt im Arnsberger Wald nördlich des Hauptkamms auf einer Höhe von 532 m ü. NN. Das Quellgebiet liegt etwa 4,1 km nördlich von Meschede an der Grenze zu Warstein. Der Grenze folgenden fließt der Bach zunächst in nordwestliche Richtungen. Nach einer Fließstrecke von etwa 1,4 km wendet sich sein Lauf in nordöstliche Richtungen. Mit der Mündung der Lütten Bermecke wendet sich der Lauf wieder nach Nordwesten. Nach einer 4,7 km langen Flussstrecke vereinigt sich die Bermecke auf 362 m ü. NN mit der wesentlich kleineren Schottmecke südöstlich von Hirschberg zur Bache.
Bei einem Höhenunterschied von 170 m beträgt das mittlere Sohlgefälle 36,2 ‰. das etwa 5,3 km² große Einzugsgebiet wird über Bache/Lottmannshardbach, Heve, Möhne, Ruhr und Rhein zur Nordsee entwässert.
Der etwa 650 Meter lange Abschnitt unterhalb der Mündung der Lütten Bermecke wird in der Gewässerstationierung NRW unter der Gewässerkennziffer der Heve geführt. In der Deutschen Grundkarte wird dieser Abschnitt mit Bermecke bezeichnet, weshalb er der Bermecke zuzurechnen ist.